# Tournée de l'équipe de France de rugby à XV en 1960
La tournée de l'équipe de France de rugby à XV de 1960 se déroule en Argentine, au Chili et en Uruguay en juillet et août 1960.
Les Français jouent treize matchs. Ils disputent trois test matchs contre l'Argentine, ainsi que deux autres matchs amicaux, contre le club chilien du Stade Français (es) et l'équipe nationale d'Uruguay.
L'équipe de France remporte les trois test matchs contre l'Argentine. Au total, elle remporte tous les matchs de la tournée.

## Composition de l'équipe de France
Le groupe de l'équipe de France se compose de 25 joueurs, du président de la délégation René Crabos, de l'entraîneur Marcel Laurent, et de Bernard Marie en tant qu'arbitre, :
- Raoul Barrière (AS Béziers)
- Guy Boniface (Stade montois)
- Roger Brethes (SA Saint-Sever)
- Jean Carrère (RC Toulon)
- Michel Celaya (Stade bordelais UC)
- Roland Crancée (FC Lourdes)
- Michel Crauste (FC Lourdes)
- Pierre Danos (AS Béziers)
- Pierre Dizabo (US Tyrosse)
- Amédée Domenech (CA Brive)
- Jean Dupuy (Stadoceste tarbais)
- Jean de Grégorio (FC Grenoble)
- Michel Lacome (Section paloise)
- Pierre Lacroix (Stade montois)
- Hervé Larrue (US Carmaux)
- Arnaud Marquesuzaa (FC Lourdes)
- Roger Martine (FC Lourdes)
- Sylvain Meyer (CA Périgueux)
- François Moncla (Section paloise)
- Jean Othats (US Dax)
- Henri Rancoule (RC Toulon)
- Jacques Rollet (Aviron bayonnais)
- Alfred Roques (Stade cadurcien)
- Jean-Pierre Saux (Section paloise)
- Michel Vannier (Racing CF)

## Résultats
Lors des tournées, seuls les matchs disputés contre une équipe nationale sont officiellement enregistrés en tant que test match, et joués à ce titre par l'équipe de France. Les autres rencontres, et exceptionnellement dans ce cas celui contre l'équipe nationale d'Uruguay, sont quant à elles jouées par la sélection « France XV » ; bien que les joueurs soient les mêmes que ceux de l'équipe de France, aucune cape internationale n'est décernée pour les joueurs français y participant.
| Date            | Lieu                            | Hôte                               | Score      | Équipe en tournée |
| --------------- | ------------------------------- | ---------------------------------- | ---------- | ----------------- |
| 9 juillet 1960  | Estadio GEBA (es), Buenos Aires | Asociación Deportiva Francesa      | 3 - 14     | France XV         |
| 13 juillet 1960 | Estadio GEBA (es), Buenos Aires | Gimnasia y Esgrima de Buenos Aires | 6 - 40     | France XV         |
| 17 juillet 1960 | Estadio GEBA (es), Buenos Aires | Club Universitario de Buenos Aires | 3 - 26     | France XV         |
| 20 juillet 1960 | Estadio GEBA (es), Buenos Aires | Club Pueyrredón (en)               | 0 - 26     | France XV         |
| 23 juillet 1960 | Estadio GEBA (es), Buenos Aires | Argentine                          | 3 - 37     | France            |
| 27 juillet 1960 | Estadio GEBA (es), Buenos Aires | Club San Fernando (es)             | 5 - 60     | France XV         |
| 30 juillet 1960 | Estadio GEBA (es), Buenos Aires | Club Atlético San Isidro           | 5 - 65     | France XV         |
| 3 août 1960     | Jockey Club Córdoba, Córdoba    | Club La Tablada                    | 8 - 69     | France XV         |
| 6 août 1960     | Estadio GEBA (es), Buenos Aires | Argentine                          | 3 - 12     | France            |
| 10 août 1960    | Santiago                        | Stade Français (es)                | [ Note 2 ] | France XV         |
| 13 août 1960    | Estadio GEBA (es), Buenos Aires | Club Pucará (es)                   | 9 - 27     | France XV         |
| 17 août 1960    | Estadio GEBA (es), Buenos Aires | Argentine                          | 6 - 29     | France            |
| 20 août 1960    | Carrasco Polo Club, Montevideo  | Uruguay                            | 0 - 61     | France XV         |